# Herzogtum Brześć Kujawski

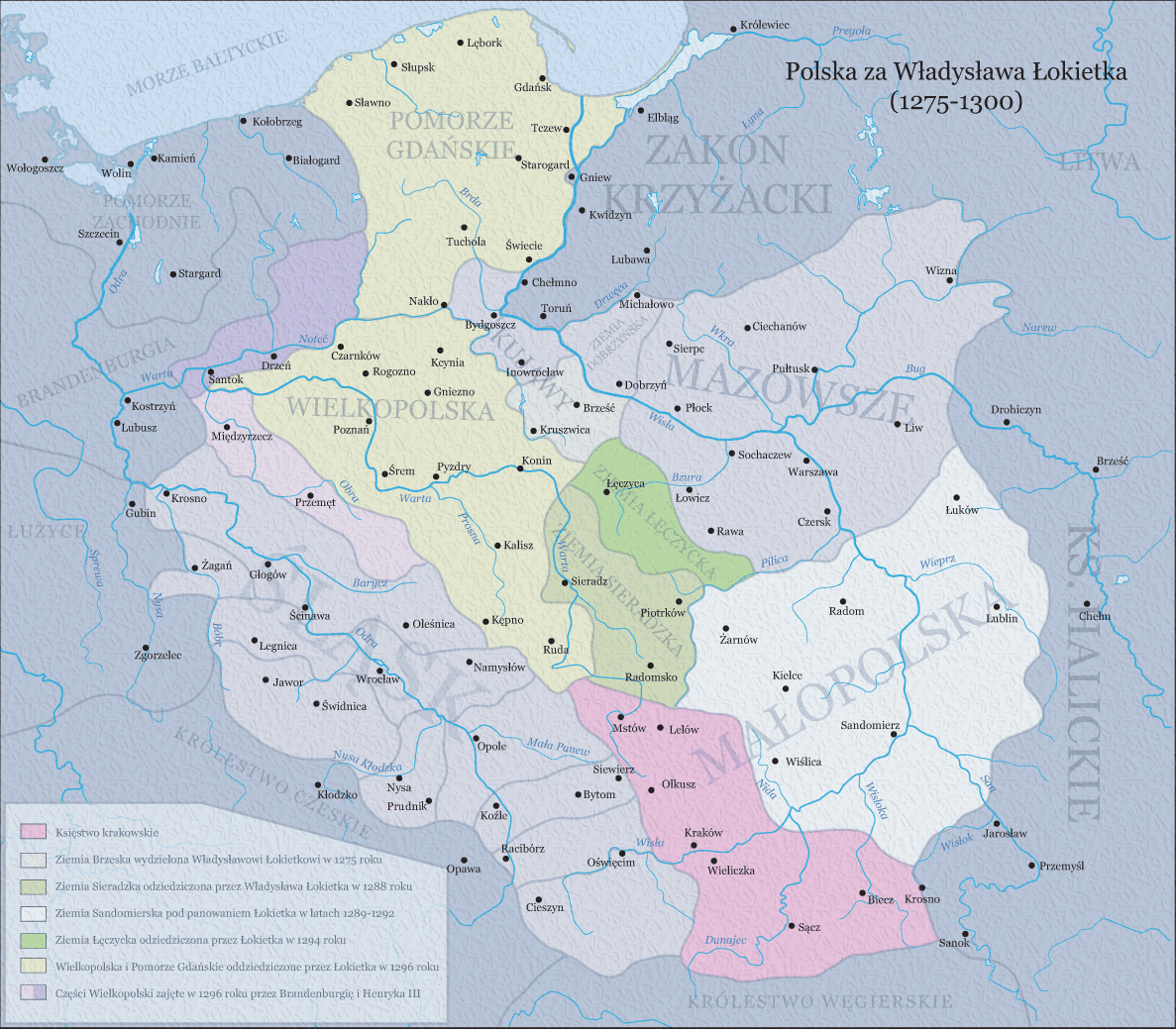
Herzogtum Brześć Kujawski (hellgrau)

Das Herzogtum Brześć Kujawski (polnisch Księstwo brzesko-kujawskie, lateinisch Ducatus Brestensis) war ein Teilfürstentum Polens von 1268 bis 1332 mit der Hauptfeste Brześć Kujawski. 

## Geschichte
1268 wurde das Herzogtum Kujawien geteilt. Das neugeschaffene Herzogtum Brześć Kujawski fiel an Władysław I. Ellenlang, Kasimir von Kujawien und Siemowit von Dobrin, hab 1288 wurde es nur noch von Władysław I. Ellenlang regiert. Zwischenzeitlich kam es an die polnischen Könige Wenzel II. von Böhmen und Wenzel III. von Böhmen. Während des Krieges des Deutschen Ordens gegen Polen wurde während der Belagerung von Brześć Kujawski das Herzogtum vom Deutschen Orden erobert und besetzt. Mit dem Vertrag von Frieden von Kalisch kam es direkt an das Königreich Polen, wo es bis 1793 die Woiwodschaft Brześć Kujawski bildete.

## Herzöge
- Władysław I. Ellenlang, Kasimir von Kujawien und Siemowit von Dobrin 1267–1288
- Władysław I. Ellenlang 1288–1300
- Wenzel II. (Böhmen) 1300–1305
- Wenzel III. (Böhmen) 1305–1306
- Władysław I. Ellenlang 1306–1332